# オレンジkiss
『オレンジkiss』（オレンジキス）は、Snow Manの7枚目のシングル。2022年7月13日にMENT RECORDINGからリリース。

## リリース
初回盤A（CD+DVD）、初回盤B（CD+DVD）、そして通常盤（CDのみ）の3形態で発売。
表題曲「オレンジkiss」は、メンバーの岩本照が単独初主演を務める映画『モエカレはオレンジ色』の主題歌。2022年4月26日に映画の追加キャストと併せて、同作の主題歌に起用されることが発表された。5月17日にはシングルとしてのリリースされることがアナウンスされ、5月19日放送のグループの冠ラジオ番組『不二家 presents Snow Manの素のまんま』（文化放送）にて、同曲が初オンエアされた。
映画の世界観をもとに書き下ろされた楽曲であり、タイトルのオレンジは“夕暮れ”を表す。「君と寄り添えば 恐怖心さえ好奇心 乗り越えて行こう」など、歌詞は映画ともリンクしており、恋をしたことで生まれる“相手を守りたい”という気持ちや、人々が出会って恋に落ちていく心境、自身の成長などを描くエモーショナルなラブソング＝「エモキュンラブソング」と銘打たれている。MVも“キュン”をテーマに制作され、メンバーが柔らかい笑顔や切ない顔で歌い、ピクニックでは仲睦まじい姿を見せ、サビでは各所でメンバーが狐の影絵のような「スノキュンkiss」ポーズを披露している。振り付けはs**t kingzのNOPPOが担当し、「kiss」という意味の手話も盛り込まれた。メンバーは、1列で踊ったりメンバー同士が手を取り合ったり、頼り合いや繋がりを感じられる振付が見どころであると述べている。6月15日21時にSnow Man YouTube公式チャンネルでプレミア公開されると、SNSでは「＃スノキュンkiss」がトレンド入りし、7時間で130万回以上、5日後の6月20日には410万回再生に達した。6月22日にはダンスプラクティス動画も公開され、MVでは公開されていなかった2番の部分も含めたフルバージョンがお披露目となった。
通常盤のみ収録される「僕に大切にされてね。」は、2020年発表の「君の彼氏になりたい。」と2021年発表の「僕の彼女になってよ。」に続く、“君彼3部作”と呼ばれる楽曲。今作もWHITE JAMのSHIROSEが作詞を担当しており、「君の彼氏になりたい。」では、「大好き」（目黒）、「チューして」（佐久間）、「帰さない」（渡辺）、「僕の彼女になってよ。」では、「おいで」（ラウール）、「ギュってしていい？」（阿部）、「君の彼氏になりたい」（深澤）と、6人が楽曲中に台詞を言っていたが、今作で「どうしよっか？」（岩本）、「目閉じて？」（宮舘）、「一緒にいよ？」（向井）と残る3名が台詞を披露し、9人の“胸キュン台詞”が揃った。他の収録曲が発表されてからも、この楽曲のみしばらく「タイトル未定」とされていたが、6月30日にSnow Manの公式Twitterが満を持してタイトルを公開。同時にメンバーのソロショットと共に「電気を消して」「僕のパジャマを君に着せたら」といった意味深なワードも連続投稿され、同日21時からのラジオ『不二家 presents Snow Manの素のまんま』で楽曲が解禁されると、過去作の続編ではないかとファンが盛り上がり、Twitterでも関連ワードがトレンド入りを果たした。また、7月13日にレコーディング動画が公開されると、公開1日足らずで100万回再生を突破した。
7月11日にTBS系音楽番組『CDTVライブ!ライブ!』で「オレンジkiss」がフルサイズでテレビ初披露された。岩本と佐久間は7月8日に新型コロナウイルス感染を発表して休養していたため、残る7人でのパフォーマンスとなり、2人のパートは他のメンバーがフォローしたが、佐久間のソロパートをカバーしようとした渡辺が歌詞を忘れるというハプニングが発生。すると翌12日に公式YouTubeチャンネルで配信された『7th Single「オレンジkiss」発売記念生配信』の生パフォーマンスで、ラウールがポケットにしまっていたカンペを渡辺に見せてリベンジしたことが反響を呼び、この生配信が世界トレンド1位を獲得した。

## 特典
初回盤A、初回盤B、通常盤初回仕様には、スリーブ仕様に加え、形態別全3種類の限定動画の視聴ができるシリアルナンバーを封入（通常盤初回仕様にはフォトブックも付属）。
- CD購入者特典
  - 初回盤A：A4サイズステッカーシート
  - 初回盤B：チェキ風カードソロ9枚セット
  - 通常盤：A5サイズクリアファイル

## 収録内容

### CD

#### 通常盤・初回盤A
※「Feel the light, Lovely」以降、通常盤のみ収録。
1. オレンジkiss [4:21]
作詞：SHIROSE
作曲：SHIROSE・川口進
編曲：川口進
  - 岩本照主演 映画『モエカレはオレンジ色』主題歌[9]

色にまつわる言葉や、句読点がふんだんに歌詞に用いられたポップナンバー[28]。
2. Wonderful! × Surprise! [3:29]
作詞・作曲・編曲：HIKARI
  - ラウール・渡辺翔太出演 モスバーガー「おいしい撮り方」篇 CMソング[29]

ハンバーガーCMとのタイアップならではの「待ちきれずに噛み付いた」「バンズが頬を膨らして」などの歌詞も盛り込まれたアッパーチューン[30]。
3. Feel the light, Lovely [3:13]
作詞：柿沼雅美
作曲・編曲：Erik Lidbom
『滝沢歌舞伎ZERO 2022』で披露された楽曲。R＆Bダンスナンバー。[31]
4. 僕に大切にされてね。 [4:05]
作詞：SHIROSE
作曲：SHIROSE・Atsushi Shimada
編曲：Atushi Shimada
5. オレンジkiss（Instrumental）
6. Wonderful! × Surprise!（Instrumental）
7. Feel the light, Lovely（Instrumental）
8. 僕に大切にされてね。（Instrumental）

#### 初回盤B
1. オレンジkiss
2. Feel the light, Lovely

### DVD

#### 初回盤A
1. 「オレンジkiss」Music Video
2. 「Wonderful! × Surprise!」Lip Sync Video
3. Behind The Scenes

#### 初回盤B
1. 「オレンジkiss」マルチアングル映像
2. 「Feel the light, Lovely」Dance Video
定点カメラで撮影された、これとは異なるカメラアングルのNon-Edit ver.がYouTubeで公開された[31]。
3. ミッションをクリアしラインを作れ！ Lucky7BINGO!!

## チャート成績
前作『ブラザービート』の78.8万枚を上回る初週83.0万枚を売り上げ、今年度シングル最高初週売上を記録し、2022年7月25日付オリコン週間シングルランキングで1位を獲得した。
Billboard JAPANでも、『ブラザービート』（初週809,082枚）を上回る初週850,692枚を売り上げ「Top Singles Sales」で首位を獲得し、2022年最多売上記録を更新。「JAPAN HOT 100」でもシングルの他にルックアップとラジオで1位となり、計3冠を獲得した。また、2022年11月27日までに941,288枚を売り上げ、「2022年年間Billboard JAPANシングル・セールス・チャート“TOP Singles Sales”」で1位を獲得し、2021年の『Grandeur』に続き、2年連続で首位となった。
2023年10月19日に発表されたSoundScan JapanによるBillboard JAPANのCDシングル売上レポートで、ミリオンセールスを達成。『D.D./Imitation Rain』（Snow Man vs SixTONES名義）、『KISSIN'MY LIPS/Stories』、『Grandeur』、『HELLO HELLO』、『タペストリー/W』に次ぐ自身6作目のミリオン突破となった。